# 659 Nestor
A 659 Nestor egy a Naprendszer kisbolygói közül, amit Max Wolf fedezett fel 1908. március 23-án. A Jupiter pályáján keringő Trójai csoport tagja.